# Budd (Unternehmen)

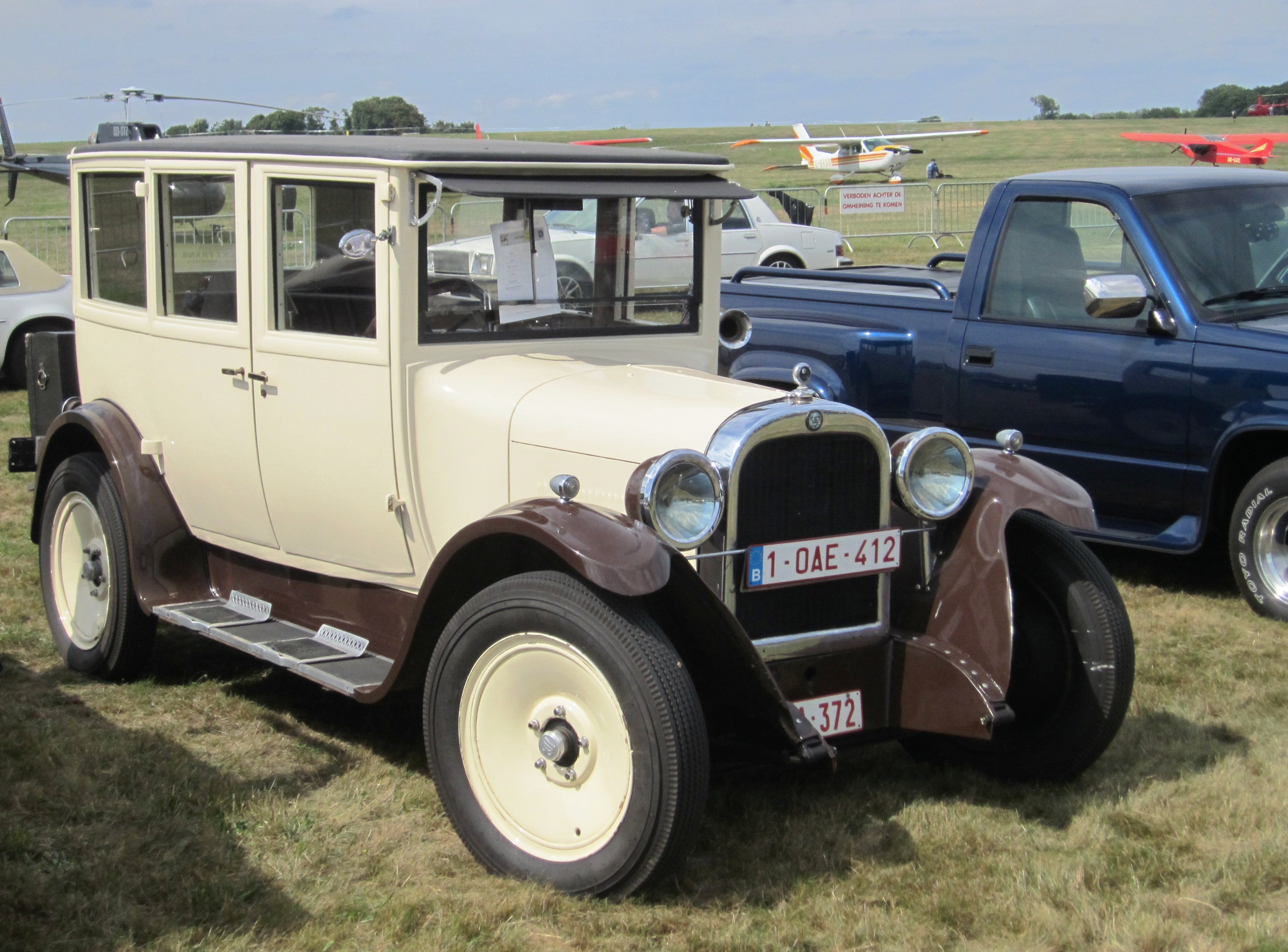
Dodge Model 30 Sedan mit Budd-Ganzstahlkarosserie (1919)

The Budd Company war ein US-amerikanischer Automobilbau-Zulieferer und Schienenfahrzeughersteller mit Sitz in Philadelphia sowie ab 1972 in Troy (Michigan). Das Unternehmen wurde in der zweiten Hälfte des 20. Jahrhunderts vor allem für seine U-Bahn- und Personenwagen aus rostfreiem Stahl bekannt, deren Qualität und Langlebigkeit als geradezu legendär angesehen wird. Die Autoteilesparte gehört heute zu ThyssenKrupp und firmiert unter dem Namen ThyssenKrupp Budd Company.

## Automobilkarosserien
Das Unternehmen wurde 1912 von Edward G. Budd als Edward G. Budd Manufacturing Company gegründet und produzierte zunächst neuartige Ganzstahlkarosserien für die nordamerikanische Automobilindustrie. Dabei kam erstmals das von Budd entwickelte Punktschweißen zum Einsatz, das erlaubte, verzinkte und damit rostfreie Stahlbleche miteinander zu verbinden, ohne ihre Korrosionsbeständigkeit an den Schweißpunkten zu beeinträchtigen. Budd entwickelte auch ein Verfahren, um Dächer von geschlossenen Karosserien (damals die größten Pressteile eines Autos) aus einem Stück herzustellen.
In den folgenden beiden Jahrzehnten kamen noch Omnibusse und Flugzeuge hinzu.

## Schienenfahrzeuge

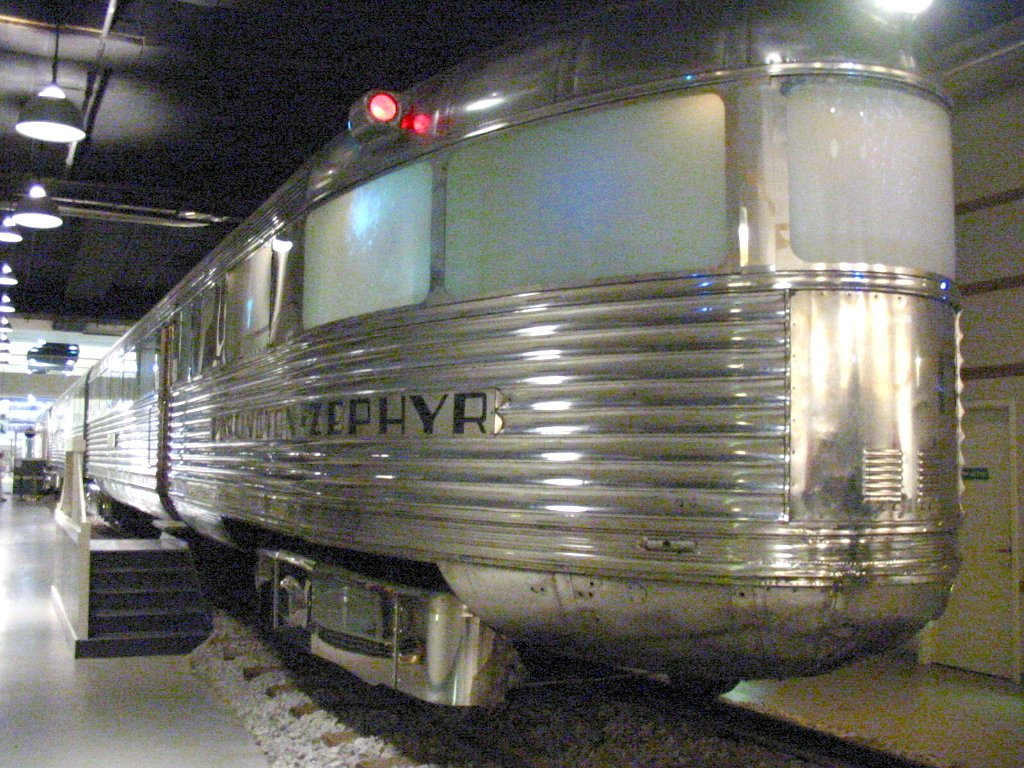
Der Kanzelwagen des Pioneer Zephyr von 1934.

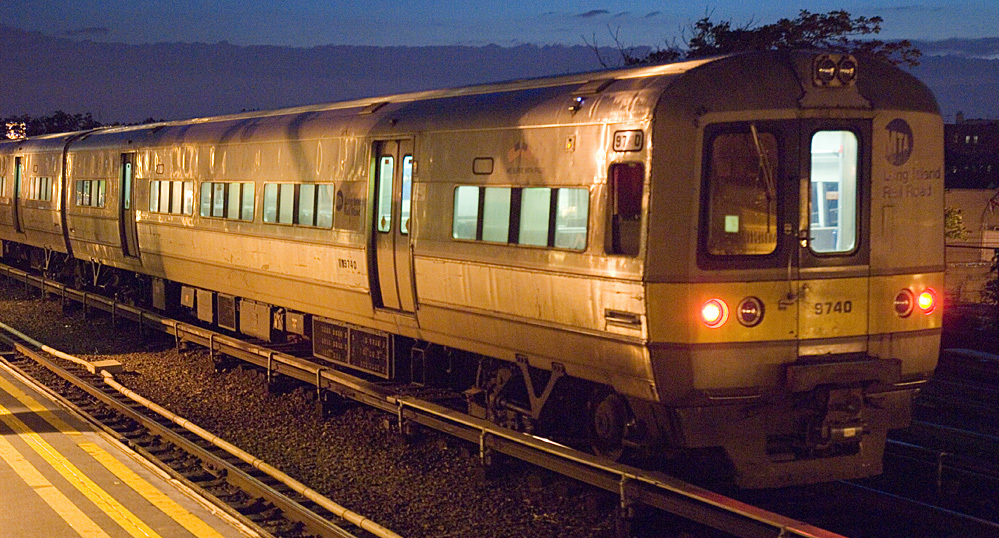
Ein Budd M1 auf der Long Island Rail Road.

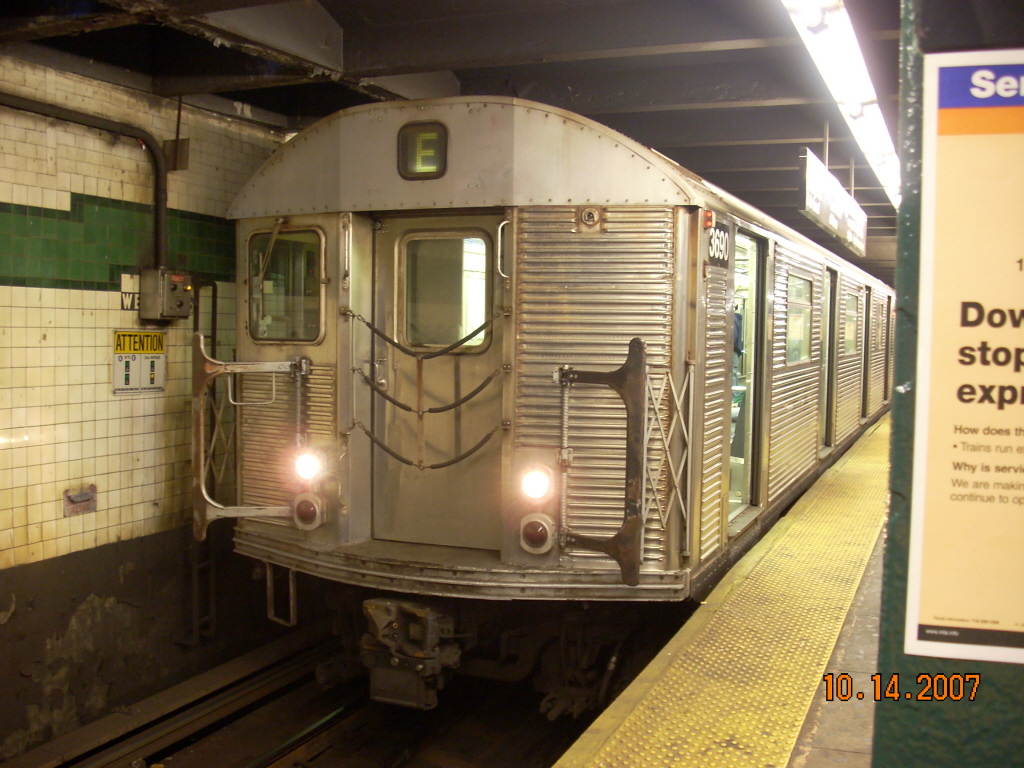
Ein New Yorker U-Bahn-Wagen vom Typ R32.

Ab 1934 entstand mit dem Pioneer Zephyr für die Chicago, Burlington and Quincy Railroad das erste Fahrzeug der größten und bekanntesten Flotte stromlinienförmiger Fernreisezüge dieser Zeit. Sie dienten als Vorbild für die Fertigung von Eisenbahnwagen mit Aufbauten aus rostfreiem Stahl. Mitte der 1930er-Jahre lieferte das Unternehmen Maschinen zur Automobilproduktion im Wert von mindestens 1,5 Mio. US-$ an das sowjetische Sawod imeni Stalina, mit deren Hilfe die Produktion der Oberklasselimousine ZIS-101 aufgebaut wurde.
Nach dem Zweiten Weltkrieg produzierte Budd vor allem Reisezugwagen für nordamerikanische Eisenbahngesellschaften in großen Stückzahlen. Zu den Abnehmern gehörten unter anderem die Chicago, Burlington and Quincy Railroad (Burlington Route), New York Central Railroad und die Santa Fé; die Pennsylvania Railroad rüstete ihre Fernzüge auf dem Nordost-Korridor damit aus, zuletzt in Form der Metroliner-Züge. Ein weiteres, bei vielen Eisenbahngesellschaften im Personenverkehr auf weniger stark nachgefragten Verbindungen eingesetztes Produkt der Firma war das Budd Rail Diesel Car.
Mit dem Niedergang des Eisenbahnverkehrs in den Vereinigten Staaten in den 1960er und 1970er Jahren mussten immer mehr staatliche und halbstaatliche Verkehrsgesellschaften wie etwa die Southeastern Pennsylvania Transportation Authority (SEPTA) den Betrieb oder zumindest die Fahrzeugbeschaffung auf den Vorortstrecken der großen Städte übernehmen. Diese benötigten vielerorts neues Rollmaterial, und so wandte sich Budd verstärkt dem Bau von Fahrzeugen für den Nahverkehr zu.
Schon 1935 wurde damit begonnen, Wagenkästen aus rostfreiem Stahl auch beim Bau von U-Bahn-Wagen einzusetzen. Mit dem Zephyr entstand 1935 der erste Prototyp für die New Yorker U-Bahn, 1949 folgte mit dem R11 ein weiterer. Obwohl sich beide Typen als zuverlässig erwiesen, blieben weitere Bestellungen bis Anfang der 1960er Jahre aus. Zwischen 1963 und 1984 wurden dann jedoch über 1900 Fahrzeuge für verschiedene U-Bahn-Systeme der USA gefertigt, darunter New York City, Chicago, Miami, die Market–Frankford Line in Philadelphia und die PATCO Speedline.
1978 wurde Budd für 295 Millionen US-Dollar von der Thyssen AG gekauft.
Anfang der 1980er Jahre hatte Budd bei den Schienenfahrzeugen immer größere Absatzschwierigkeiten. Schließlich wurde die Schienenfahrzeugsparte vom Konkurrenten Bombardier übernommen.

## Flugzeug

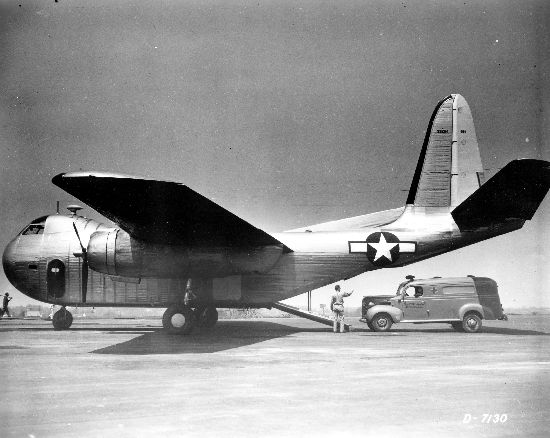
Eine Budd RB-1 Conestoga wird beladen, etwa 1944

Anfang des Zweiten Weltkrieges befürchteten die USA eine Verknappung von Aluminium. 
Mit der Budd RB-1 Conestoga konstruierte und produzierte Budd deshalb ein Transportflugzeug aus punktverschweißtem rostfreiem Stahl bestehendes und somit korrosionsfreies und nietenfreies Transportflugzeug.
Die US Navy und die US Air Force bestellten insgesamt 200 Stück der als RB-1 bzw. C-93 bezeichneten Maschine. Der Erstflug des ersten von drei Prototypen fand am 31. Oktober 1943 statt. Da nie ein Mangel an Aluminium eintrat und sich die Serienfertigung verzögerte, stornierte die USAF ihre Bestellung vollständig und die Navy reduzierte ihre Bestellung auf 25 Maschinen, wovon dann nur 17 gebaut wurden. Die Maschinen wurden Anfang 1945 aus dem Dienst der US Navy ausgemustert. 
Die noch vorhandenen RB-1 wurden dann an die War Assets Administration (WAA) übergeben, um als Kriegsüberschüsse verkauft zu werden.
Im Jahr 1945 verkaufte die WAA 12 Conestogas an die National Skyway Freight Corp für 28.642 Dollar pro Stück (entspricht 384.400 Dollar im Jahr 2023), zu einer Zeit, als neue C-47 für etwa 100.000 Dollar pro Stück verkauft wurden (entspricht 1,3 Millionen Dollar im Jahr 2023). Das neue Unternehmen, das von Mitgliedern der AVG Flying Tigers gegründet worden war, verkaufte sofort vier RB-1-Flugzeuge an andere Käufer, womit der gesamte WAA-Vertrag bezahlt war. Sieben der Maschinen wurden von Flying Tiger Line selbst als Frachter eingesetzt.
Einige wurden später nach Süd- und Mittelamerika verkauft. Das einzige verbliebene Exemplar steht heute unrestauriert im Pima Air & Space Museum.